# Jean-Baptiste de Tillier
Pour les articles homonymes, voir Tillier.
Jean-Baptiste de Tillier est un homme politique et historien valdôtain de langue française, né le 24 juin 1678 à Aoste où il est mort le 11 mars 1744. Il a été un haut fonctionnaire du duché d'Aoste pendant quarante-quatre ans.

## Biographie
Jean Baptiste de Tillier est né dans la paroisse Saint-Jean-Baptiste d’Aoste, fils de Jean-Michel de Tillier, noble originaire de Fénis, et d'Anne-Marie Derriard. Après des études au collège de la cité d'Aoste tenu par les chanoines de Notre-Sauveur, puis en Savoie, il obtient ses lettres patentes d'avocat à l'université de Valence.
De retour à Aoste, il succède le 15 février 1700, à l'âge de 22 ans, à son oncle paternel François-Gaspard, dans la charge de secrétaire des États du duché d'Aoste, charge qu'il occupe pendant quarante-quatre ans dans une période d'antagonisme entre le pouvoir central de Turin et l'autonomie valdôtaine.

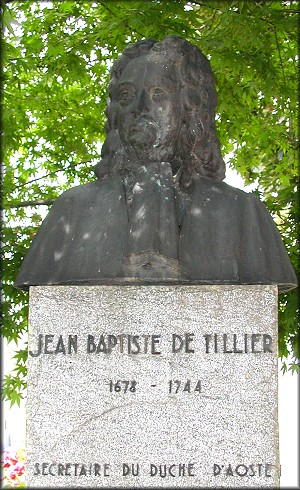
Buste de Jean-Baptiste de Tillier, place Albert Deffeyes à Aoste.

Le 27 septembre 1742, le Conseil lui donne un « substitut avec survivance » en la personne de son fils aîné François-Antoine-Gaspard qui prête serment le 5 juin 1743. Il exerce la charge jusqu'en 1754. Après lui on élit un autre fils de Jean-Baptiste, François-Gaspard-Eugène et ensuite le fils de ce dernier, François-Antoine de sorte que, pendant plus d’un siècle, depuis l'élection de François-Gaspard en 1679 jusqu'au début du XIXe siècle, la charge est de facto héréditaire au sein de la famille Tillier.
Jean-Baptiste de Tillier meurt à Aoste dans la paroisse Saint-Jean. Ses œuvres se concentrent surtout sur l'histoire de sa région. La rue centrale d'Aoste, menant directement à la place Émile Chanoux, porte son nom, ainsi qu'un « Centre d'études historiques » valdôtain.

### Unions et descendance
Jean-Baptiste de Tillier contracte deux unions :
1. Le 21 septembre 1702 avec Claudine-Juliane fille de noble Jean-Claude La Chériette, morte le 6 septembre 1712 qui lui donne cinq enfants dont :
  - François-Antoine-Gaspard de Tillier, son successeur ;
2. Le 21 septembre 1722 avec Suzanne-Françoise fille de Pierre-Philibert Sarriod seigneur de La Tour qui lui donne six enfants dont :
  - François-Gaspard-Eugène de Tillier, successeur de son demi-frère,
  - Philibert-Amédée de Tillier (né à Aoste en 1728, mort le 1er juin 1793 à Saint-Vincent) nommé curé de Saint-Vincent en octobre 1762.

## Œuvres principales
Son premier recueil documentaire compilé en 1719 est l’Inventaire des Archives du Duché d'Aoste suivi de trois Recueils de Franchises entre 1725 et 1734. Le Recueil des lettres des années 1730 à 1733 qui contient l'essentiel de la correspondance du Gouvernement valdôtain entre les XVIe et XVIIIe siècles.
Son chef-d'œuvre est toutefois constitué par l'ensemble qui comprend :
- le Recueil ou dissertation historique et géographique sur la Vallée et Duché d’Aoste, connu comme l’Historique de la Vallée d'Aoste[2],[3] ;

- le Traité historique des maisons et familles du Duche d'Aoste mieux connu sous le titre de Nobiliaire du Duché d'Aoste[4] ;

- et les Chronologies des évêques, prévôts, archidiacres, gouverneurs du Duché d'Aoste, vi-baillifs, syndics d'Aoste jusqu'au XVIIIe siècle.

## Notes et références

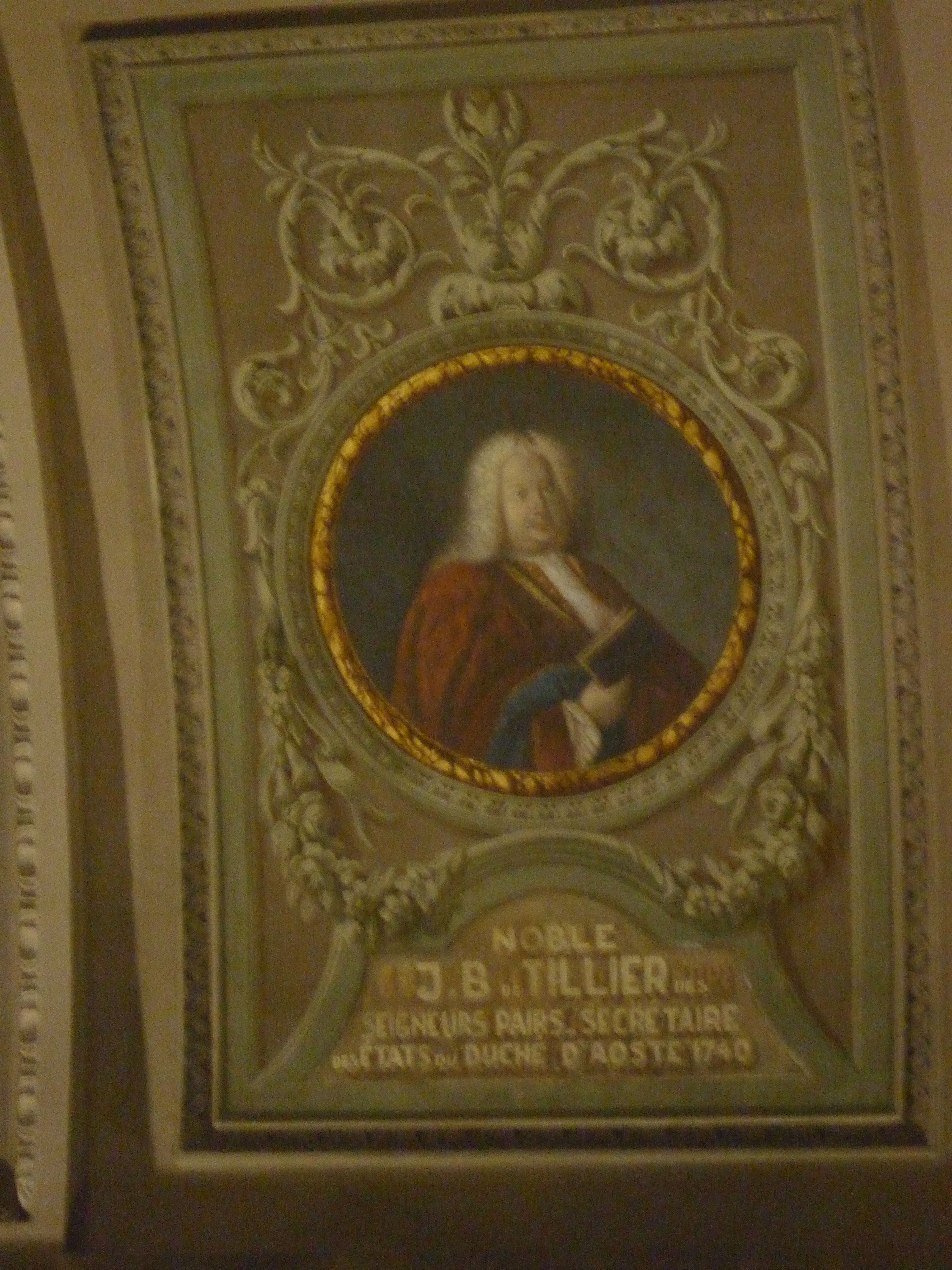
Le portrait de Jean-Baptiste de Tillier dans le salon ducal de l'hôtel de ville d’Aoste.